# 歡樂課程
《歡樂課程》（HAPPY★LESSON）是《電擊G's雜誌》於1999年4月號至2002年9月號連載的讀者參加計劃。從眾多讀者所投稿的內容，選出了「孤獨的主人公與五位『媽媽』同居」的故事。連載開始前，暫時以「流行少女通訊」稱呼，略稱為。插圖由佐佐木睦美操刀。在本誌連載時，由植田亮主要負責作畫的部份。但連載時只使用「G's雜誌編輯部」這個名稱。

## 登場人物
仁歳千歳（配音：岸尾大輔／香港：李錦綸）
動畫版男主角。從小父母雙亡，過著孤独生活，經常打架鬧事。就讀高中三年級時，五位老师以媽媽的身份住进他家，他的性格也随之改变，其中對一文字睦月抱有好感。

### 五位媽媽
一文字睦月（配音：淺野琉璃／香港：陸惠玲）
1月1日生，血型O型。身高161cm、三圍是80 56 80。
在學校是教授現代國語(日語)，也是男主角的班導師，同時亦兼任園藝社的顧問。家事萬能。因為看到男主角的墮落生活，所以想要以媽媽的身份照顧他。在五位女主角之中，屬於最被正常人所信賴的，在HAPPY★LESSON The Final第三畫最後與男主角接吻。在原作及漫畫中，常常以睦月自稱，在動畫裡則是以「睦月」(むつき)或「我」(わたし)自稱。
出身於埼玉縣，在港女子短期大學(みなと女子短期大学)國文(日文)科畢業，並取得教師執照。
二之舞如月（配音：木村亞希子／香港：鄭麗麗）
2月2日生，血型AB型。身高159cm。三圍是「國家機密」。
在學校裏教授科學並擔任科學社的顧問。因為小時家裏的變故，對跟自己有著相同處境的男主角抱持著特殊的感情。平常其實是個很溫和且沉著冷靜的人，一旦惹火了她，她也是會作些可怕的事情出來的。然而，此一個性與動畫版的設定略有差異。平常自稱「我」(わたし)。
出生地不明。小時候好像在羅馬尼亞待過一段時間。設定中並沒有提及她的學歷，但在動畫中似乎暗示她是東京大學畢業的。
三世院彌生（配音：井上喜久子／香港：雷碧娜）
3月3日生，血型A型。身高166cm，三圍是85 54 83。
身為學校校醫的她其實是礪波流三世院的第十三代巫女。並沒有擔任任何社團的顧問。在擔任校醫之前，是擔任一間醫院的護士，不過因為靈感太強，常在醫院內看到些不該看到的，因而提出辭職，並轉到這所學校擔任校醫。在五人之中，可算是經驗最豐富，且具領導者氣勢的女主角。平常自稱「我」(わたし)。
根據First Lesson的揭載設定，她是東京都出身，在港女子大學(みなと女子大学)的醫學院畢業。
四天王卯月（配音：こやまきみこ／香港：陳凱婷）
4月4日生，血型B型。身高154cm，三圍是78 50 79。
擔任美術老師並兼任美術社顧問。喜歡動畫、漫畫、遊戲，同時也相當喜歡參與同人活動。平常總是穿著自製的Cosplay服裝，個性相當幼稚。不過其行動力在五人之中，可算是最旺盛的。常常擔當製造氣氛的角色。平常自稱「卯月」(うずき)。
First Lesson中關於她的設定是：名古屋市出身，湘北美術大學畢業。
五箇條五月（配音：笹島かほる／香港：黃鳳英）
5月5日生，血型B型。身高158cm，三圍是84 56 81。
擔任體育教師及游泳社顧問。也許是因為身處大家族，常常需要照顧弟弟的緣故，她的個性太過男性化且粗野。喜歡特攝片及摔角。平常自稱「俺」(オレ)。
First Lesson中的設定是千葉縣山武郡九十九里町出身，白波體育大學畢業。設定中也有提到一個住在大阪的哥哥，但在動畫版中並沒有提到這一點。

### 媽媽以外的登場人物
六祭水無月（配音：水樹奈奈／香港：曾秀清）
6月6日生，血型O型。身高145cm，三圍是72 45 70。
與男主角是同一個育幼院的中學三年級生。起初，對男主角的五位媽媽異常地懷有敵意，不過隨著慢慢相處後，彼此間的感情也就日漸融洽了。原本，她是根據電擊G's雜誌的讀者招募計畫，並打算在遊戲中出現的角色，但因為受歡迎的緣故，同時也登上動畫版。平常自稱「水無」(みな)。
First Lesson中的設定是東京都八王子市出身。
七轉文月（配音：島涼香／香港：黃麗芳）
7月7日生，血型A型。身長155cm、B 77 / W 50 / H 78
班上的班長，隸屬於文藝社。帶著眼鏡，因為模範生個性的緣故，對男主角有好感，所以總是對他百般糾正。且對男主角與老師的關係抱持著相當懷疑的態度在HAPPY★LESSON THE TV最後發現男主角與老師們同居且知道五位媽媽後向男主角告白最後似乎被削除記憶，但是在HAPPY★LESSON The Final中再度對男主角告白，但是被拒絕。口頭禪是「下流」。
First Lesson中的設定是神奈川縣出身。
八櫻葉月（配音：園崎未惠／香港：林元春）
8月8日生，除此之外，她的個人資料一切都是謎。
在OVA版登場。與千歲（チトセ，動畫版男主角）、水無月是同一個育幼院出身的，也把他們當成自己的弟妹疼愛。現在作為一個有名的歌手，每天都在各地表演。在HAPPY★LESSON ADVANCE中自己開了一家雜貨店，食量特大。
九龍長月（配音：仲西環）
9月9日生，除此之外，她的個人資料一切都是謎。
在動畫版「Happy Lesson Advance」登場。為了尋找行蹤不明的「母親」，而遠從上海來到日本，最後似乎父親染上重病不得不回國。平常是女扮男裝的打扮。對周圍的人皆不能敞開心胸，唯獨睦月例外，時常和男主角打架。
十隱迦娜（配音：中川亞紀子／香港：劉惠雲）
10月10日生，身高158cm。
從動畫版的第一部開始登場。原本是與如月發誓要共同征服世界的。因此懷恨在心，時常找男主角的碴。不過後來放棄報復，並且喜歡上了男主角，有男性恐懼症。

## 動畫

### HAPPY★LESSON（OVA）
男主角「仁歲千歲」（ ，聲優：岸尾大輔）是一個小時父母雙亡，自幼就住在育幼院的人。自從成為高中生，才搬出育幼院，自己一個人住在以前的家中。

#### 製作人員
- 製作人：大宮三郎、新谷義浩
- 企畫：高野希義、岩川広司
- 監督：山口武志（1卷）、（2・5卷）、殿勝秀樹（3卷）、土支田一香（4卷）
- 人物設計：
- 劇本：
- 動畫製作：
- 製作：KSS
- 片頭曲：C'()
- 片尾曲：PLACE（淺野琉璃、木村亞希子、井上喜久子、古山きみこ、笹島かほる）

### HAPPY★LESSON THE TV
TV版的HAPPY★LESSON在2002年4月～6月的深夜時段於首都圈、關西圈的UHF系列電視台播放，全13話。第一話是根據OVA第一卷在編輯而成的。DVD版另外附了一話番外篇，總共有14話。台灣由木棉花國際發行，緯來日本台首播。

#### 每話標題
1. 臉紅心跳☆媽咪老師（OVA1話の再編集版）
2. 乖乖☆好好用功吧
3. 拜拜☆跟霉運說再見
4. 迷惘☆大哥哥要選哪邊
5. 狂吹☆大雪的一夜
6. 緊張緊張☆征服世界
7. 熱情燃燒☆小水加油
8. 輕輕飄飄☆卯月變天使
9. 好累好累☆社團活動
10. 徬徨徬徨☆葉月引退宣言?
11. 暈頭轉向☆夢幻大變身
12. 濃情蜜意☆校園文化祭
13. 淚眼汪汪☆祕密被揭穿!?

#### 製作人員
- 總製作人：高野秀夫
- 製作人：大宮三郎
- 企畫：高野希義、岩川廣司
- 監督：鈴木行
- 人物設計：、
- 畫面構成：
- 動畫製作：雲雀工作室
- 製作：KSS
- OP：Sleepin' JohnnyFish
- ED：中川亞紀子

#### 播放電視台
| - 青森放送 - SUN電視台 - 愛知電視台 | - 千葉電視台 - 埼玉電視台 - TV北海道 | - 奈良電視台 - 和歌山電視台 - 廣島HOME電視台 | - 京都放送 - 神奈川電視台 - TVQ九州放送 | - Kids Station（CS） |

海外
- 無綫電視翡翠台[1]

| 香港 無綫電視翡翠台 星期日 09:55－10:50 · 5月16日 09:55 - 10:25 | 香港 無綫電視翡翠台 星期日 09:55－10:50 · 5月16日 09:55 - 10:25 | 香港 無綫電視翡翠台 星期日 09:55－10:50 · 5月16日 09:55 - 10:25 |
| --------------------------------------------------------------- | --------------------------------------------------------------- | --------------------------------------------------------------- |
|                                                                 | （2004.3.28 - 5.16）                                            |                                                                 |
| 百變小櫻Magic咭                                                 | 棋靈王                                                          |                                                                 |
| 香港 無綫電視翡翠台 星期一至日 06:00－06:30                     |                                                                 |                                                                 |
| 小肥肥一族                                                      | 重播 （2004.10.30 - 11.13）                                     | 超人高斯                                                        |

### HAPPY★LESSON ADVANCE
HAPPY★LESSON THE TV續篇的電視系列。自2003年7月播映至2003年9月，全13話。第9話將THE TV的番外篇直接用來播放。DVD版沒有收錄番外篇版本的第9話。

#### 每話標題
1. 閃閃發光☆制服嘉年華
2. 呼之欲出☆長月的祕密
3. 坐立難安☆卯月當媽媽
4. 好忙好忙☆保健室的一天
5. 慌慌張張☆修學旅行
6. 危險危險☆小水大危機
7. 迷倒眾生☆五月相親記
8. 閃爍搖曳☆海邊的回憶
9. 暖洋洋☆與迦娜的獨處時光（※DVD版は番外編に差し替え）
10. 神神秘秘☆如月的婚紗禮服
11. 夢想開店☆葉月的店開張
12. 獨自離去☆睦月的出走
13. 不知所措☆流淚的理由

- 番外編 汪汪☆迦娜的聖誕節騷動（DVD5卷収録）

#### 製作人員
- 製作人：大宮三郎
- 企画：高野希義・岩川広司
- 監督：鈴木行
- 人物設定：加藤やすひさ・渡邊真由美
- 系列構成：吉岡たかを
- 動畫制作：スタジオ雲雀
- 製作：ケイエスエス
- 片頭曲：Sleepin' JohnnyFish「RADIOジャック」
- 片尾曲：Millio「パーティー」

#### 播放電視台
| - TV北海道 - 青森放送 - 埼玉電視台 | - 千葉電視台 - 神奈川電視台 - 大阪電視台 | - 奈良電視台 - 和歌山電視台 - 廣島HOME電視台 | - 南海放送 - TVQ九州放送 - Kids Station（CS） |

### HAPPY★LESSON The Final
動畫版完結篇OVA，全三話，最後似乎從五位媽媽變為五位新娘。

#### 每話標題
1. 熱啊熱啊☆納涼試膽大會
2. 青澀青澀☆睦月的大戀愛
3. 啊呀啊呀☆歡樂大團圓

## 漫畫
《HAPPY★LESSON 親愛的媽媽老師！》（HAPPY★LESSON ママ先生は最高！）森真之介作畫，在《月刊Comic電擊大王》2002年7月號開始連載。2004年5月號刊登部份後，即宣告暫停刊載（實際上是被腰斬）直到現在。期間共有三期休載，因此實際上有20話。單行本第一卷包括了第1～7話，單行本第二卷則包括了第8～14話。至於剩下的六話，直到現在仍未發行單行本。
漫畫版是根據原創故事改編的。男主角名字為有坂進（台版譯名）。內容極為強調各角色的個性。然而連載時的評價不高，就連單行本也並不受重視。登場人物除了五位媽媽老師外，班長七轉文月亦有登場。

## 遊戲
《HAPPY★LESSON》2001年4月26日由Datem PolyStar發行Dreamcast版本，主角名字為「誠」。

## 相關書籍
原作（日文版）
2001年10月20日初版發行 ISBN 4840219664
- （作畫：佐佐木睦美、植田亮　テキスト：鷹野よしき）

1. 2002年6月20日初版發行 ISBN 4840221529
2. 2002年7月20日初版發行 ISBN 4840221545
3. 2002年9月20日初版發行 ISBN 4840222126

遊戲（日文版）
2001年5月15日初版發行 ISBN 4840218013
動畫（日文版）
2001年8月30日初版發行 ISBN 4840218919
2002年8月30日初版發行 ISBN 4840219192
2003年3月25日初版發行 ISBN 4840221839
漫畫單行本（正體中文版）
- 「HAPPY★LESSON 親愛的媽媽老師！」（作画：森真之介）

1. 2004年4月26日初版發行 ISBN 9867664868
2. 2004年9月25日初版發行 ISBN 9867427408

## 廣播
以下項目是關西電台所播放的節目。

## 外部連結
- Mediaworks HAPPY★LESSON（日語）